# Tmesisternus subadspersus
Tmesisternus subadspersus là một loài bọ cánh cứng trong họ Cerambycidae.